# Moustafa Babanli
Pour les articles homonymes, voir Babanli.
Moustafa Babanli, né le 21 février 1968 à Saatli en Azerbaïdjan, est un physicien azerbaïdjanais, recteur de l'université d'État azerbaïdjanaise du pétrole et de l'industrie.

## Éducation et carrière académique
Moustafa Babanli est né dans une famille d'enseignants à Saatli, Azerbaïdjan SSR le 21 février 1968. Après avoir obtenu son diplôme d'études secondaires en physique et en mathématiques en 1983, il est entré à la faculté d'ingénierie et de physique, faculté de physique des métaux à Kiev Institut polytechnique. Après avoir obtenu son diplôme avec mention, il a commencé sa carrière en tant qu'ingénieur-technicien au Bureau de « Kristal Special Design » sous l'Académie nationale des sciences d'Azerbaïdjan.
Moustafa Babanli a reçu une formation postuniversitaire à l'Institut de physique des métaux de l'Académie nationale des sciences d'Ukraine en 1990-1992 et a obtenu un doctorat en physique et mathématiques, après avoir soutenu sa thèse « Transformations de phase dans les alliages TiNiCu extrêmement rapidement refroidis » en 1993. Après son retour dans son pays natal, l'Azerbaïdjan en 1996, Moustafa Babanli a obtenu un emploi à l'université technique d'Azerbaïdjan, où il travaille depuis.  
Le 4 novembre 2010, Moustafa Babanli a été nommé vice-recteur aux relations internationales. Le 29 décembre 2010, il a été élu professeur titulaire de la chaire de métallurgie et des sciences des métaux. Actuellement, il travaille comme conseiller scientifique pour une thèse de doctorat et 4 thèses de doctorat.
Moustafa Babanli a soutenu sa thèse de doctorat au Conseil de dissertation de l'université technique le 27 février 2008 et a obtenu son diplôme de docteur en sciences techniques le 23 janvier 2009. Il est actuellement membre du Conseil de dissertation susmentionné.
Le 3 septembre 2015, Moustafa Babanli a été nommé recteur de l'Université d'État azerbaïdjanaise du pétrole et de l'industrie. Il est membre de l'Association internationale des présidents d'université, servant de président régional pour le Moyen-Orient, le Caucase et l'Asie centrale.

## Activités scientifiques
Ses activités scientifiques sont menées principalement dans les directions suivantes :
- Développement d'alliages amorphes massifs ;
- Développement d'alliages à mémoire de forme ;
- Développement de matériaux utilisant de nouvelles technologies ;
- Développement d'alliages à mémoire de forme nanostructurés.

## Vie privée
Moustafa Babanli est marié et père de 3 enfants (2 filles et un fils). Il est le frère cadet de Mahammad Babanli, un autre éminent universitaire et membre de l'Académie nationale des sciences d'Azerbaïdjan. Son oncle Vidadi Babanli est un écrivain bien connu.